# Jorge Sampaoli
Jorge Luis Sampaoli Moya, född 13 mars 1960, är en argentinsk fotbollstränare. 

## Karriär

### Marseille
Den 26 februari 2021 meddelade franska Marseille att de anställt Sampaoli som ny huvudtränare i klubben, där han ersatte Andre Villas-Boas.

### Återkomst i Sevilla
I oktober 2022 meddelade Sevilla att Sampaoli återvände till klubben efter att tidigare varit tränare under säsongen 2016/2017. Den 21 mars 2023 blev han avskedad efter en 2–0-förlust mot Getafe. Sevilla var då endast två poäng från nedflyttningsplats och Sampaoli ersattes samma dag av José Luis Mendilibar.

### Flamengo
Den 14 april 2023 blev Sampaoli anställd som ny huvudtränare i brasilianska Flamengo. Den 28 september 2023 fick han lämna klubben.

### Rennes
Den 11 november 2024 blev Sampaoli anställd som ny huvudtränare i franska Ligue 1-klubben Rennes. Den 30 januari 2025 blev han avskedad.